# Fin de siècle

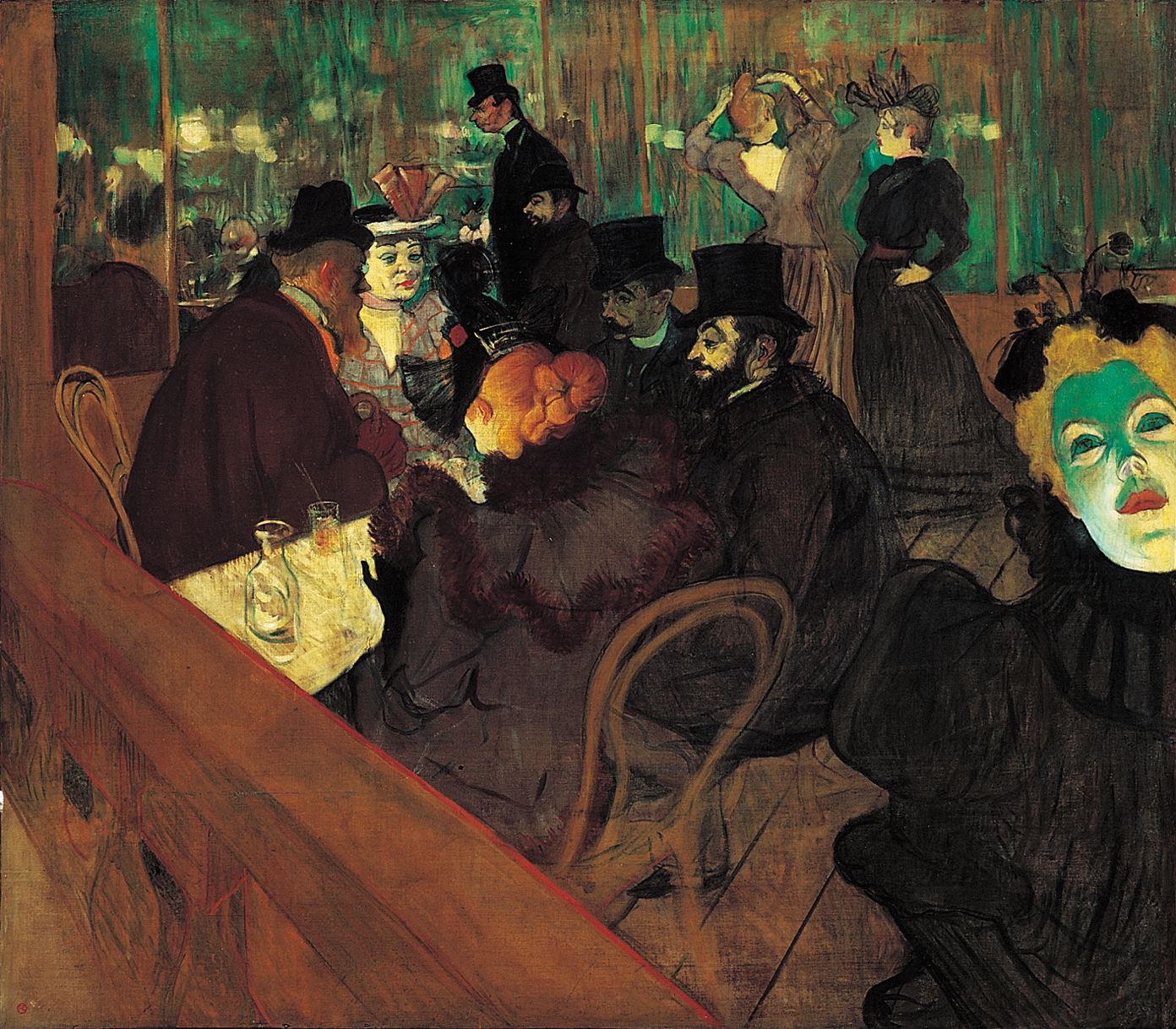
Henri de Toulouse-Lautrec: Moulin Rouge (1895); malba zachycuje rušnou a dekadentní společnost období fin de siècle

Fin de siècle (výslovnost [fɛ̃ də sjɛkl], francouzsky „konec století“) je označení pro epochu na přelomu 19. a 20. století a zejména pro její umělecké styly a duchovní atmosféru. Termín se poprvé objevil roku 1886 ve francouzském časopise Le Décadent a používá se zejména pro 90. léta 19. století, ale často pro umění až do vypuknutí 1. světové války roku 1914, a to nejen ve Francii, ale v celé západní a střední Evropě. V ruských kulturních dějinách se v podobném významu používá spíše termín Stříbrný věk (Серебряный век).
Tehdejší umělci a myslitelé konec 19. století vnímali rozporně, zároveň jako věk degenerace, ale i jako věk naděje na nový počátek. Na jednu stranu se objevují pocity nudy, cynismu a dekadence, na druhou stranu se bojuje proti materialistické, racionalistické a pozitivistické moderně, ztělesněné buržoazií.
Umělecké směry období fin de siècle zahrnují symbolismus, secesi, impresionismus, literární dekadenci a v hudbě pozdní romantismus. Zejména po roce 1900 se ve všech uměleckých oblastech již začínají objevovat první počátky avantgardy 20. století a kolem roku 1910 vzniká expresionismus.